# 28390 Demjohopkins
28390 Demjohopkins è un asteroide della fascia principale. Scoperto nel 1999, presenta un'orbita caratterizzata da un semiasse maggiore pari a 2,2455074 UA e da un'eccentricità di 0,1735446, inclinata di 5,28843° rispetto all'eclittica.